# Eriona Cami
Eriona Cami ist eine albanische Regisseurin. Sie wurde vor allem für ihren Dokumentarfilm SkaNdal bekannt, bei dem sie gemeinsam mit Elton Baxhaku Regie führte.

## Leben und Werk
Eriona Cami studierte an der Europäischen Universität Tirana Jura und schloss das Studium mit einem Master ab. Einen weiteren Bachelor für Regie erhielt sie von der albanischen Filmhochschule Akademie für Film und Multimedia Marubi.
Bereits 2012 wurde der Dokumentarfilm Agustin mit einem Sonderpreis der Dritan Hoxha Foundation gewürdigt. Der Film zeigt Ausschnitte aus dem Leben eines gelähmten 13-Jährigen, der in schwierigen sozialen Verhältnissen aufwächst und dennoch jeden Tag einen Grund zum Lächeln findet. Der Film wurde auf dem albanischen Fernsehsender Top Channel gezeigt.
Außerhalb Albaniens wurde Eriona Cami 2014 mit dem Film SkaNdal bekannt. Der Dokumentarfilm wurde auf dem Sarajevo Film Festival 2014 uraufgeführt. Er war der erste lange Dokumentarfilm, der sich mit der LGBT-Bewegung in Albanien beschäftigt. Le Monde bezeichnet den Film mit seiner Mischung aus Archivbildern und Aussagen von Zeitzeugen als „ein spannendes Dokument, das das Aufblühen einer Bewegung und vor allem von Persönlichkeiten zeigt, die nicht mehr aufhören können zu reden.“ Der Titel des Filmes ist ein Wortspiel. SkaNdal setzt sich aus der albanischen Verneinung „s’ka“ (für „gibt [es] nicht“) und dem Wort „ndal“ für „aufhören“ respektive „anhalten“ zusammen, kombiniert somit sinngemäß „endlos“ mit „Skandal“.
Eriona Cami drehte noch weitere Filme gemeinsam mit Elton Baxhaku. Erwähnenswert ist dabei vor allem die Dokumentation Selita von 2016, die die geplante Zerstörung eines Wohngebiets in Tirana aus der Sicht von betroffenen Roma-Aktivistinnen thematisiert und dabei auch rechtliche Fragen rund um das Thema Wohnen aufgreift.